# Orthanthera jasminiflora
Orthanthera jasminiflora là một loài thực vật có hoa trong họ La bố ma. Loài này được (Decne.) N.E.Br. ex Schinz mô tả khoa học đầu tiên năm 1888.